# Wu Hui Ju
Wu Hui Ju, född 12 november 1982, är en taiwanesisk idrottare som tog OS-brons i bågskytte vid olympiska sommarspelen 2004 i Aten.

## Meriter

### Olympiska meriter

#### Olympiska sommarspelen 2008
| Namn                               | Gren   | Rankingrunda | Rankingrunda | 32-delsfinal              | 16-delsfinal     | 8-delsfinal           | Kvartsfinal      | Semifinal        | Final            | Final |
| Namn                               | Gren   | Poäng        | Seed         | Resultat                  | Resultat         | Resultat              | Resultat         | Resultat         | Resultat         | Plats |
| ---------------------------------- | ------ | ------------ | ------------ | ------------------------- | ---------------- | --------------------- | ---------------- | ---------------- | ---------------- | ----- |
| Wu Hui Ju                          | Singel | 634          | 29           | Brito (VEN) (36) L 98-104 | Gick inte vidare | Gick inte vidare      | Gick inte vidare | Gick inte vidare | Gick inte vidare | 57    |
| Yuan Shu Chi Wu Hui Ju Wei Pi-Hsiu | Lag    | 1871         | 8            | n/a                       | n/a              | Italien (9) L 211-215 | Gick inte vidare | Gick inte vidare | Gick inte vidare | 9     |